# Parti pour une Turquie indépendante
Le Parti pour une Turquie indépendante ou BTP (turc : Bağımsız Türkiye Partisi) est un parti politique de Turquie, nationaliste et kémaliste.

## Chef de parti
- 2001 Ata Selçuk
- 2002 Ali Gedik
- 2002 - 04/2020 Haydar Baş
- 2020 - ? Hüseyin Baş

## Résultats électoraux

### Élections législatives
| Année   | Voix    | %    | Rang | Sièges  |
| ------- | ------- | ---- | ---- | ------- |
| 2002    | 150 482 | 0,48 | 14e  | 0 / 550 |
| 2007    | 182 095 | 0,52 | 7e   | 0 / 550 |
| 06/2015 | 96 475  | 0,21 | 7e   | 0 / 550 |
| 11/2015 | 49 297  | 0,10 | 12e  | 0 / 550 |